# Jessica Kolterjahn
Anna Jessica Kolterjahn, född 1 juli 1971 i Värnamo, är en svensk författare. Två av hennes böcker är historiska romaner, och 2013 kom Den bästa dagen är en dag av törst – en fiktiv skildring av Karin Boyes liv.

## Biografi
Kolterjahn föddes och växte upp i Värnamo i Småland. Hon har haft anställning som kommunikatör och säljare på Bonniers men även arbetat som redaktör. 2007 fick hon Värnamo kommuns kulturstipendium.
Kolterjahn bor i Stuvsta i Huddinge kommun.

### Författarskap
Debutboken Ut ur skuggan (2007) är en berättelse placerad i mellankrigstiden. Den beskrivs som en flink och modig tidsresa till det dekadenta 1920-talet. Historien hemfaller, enligt kritiken, i vissa stycken åt ren mäklarprosa och med ett alltför ljust och lyckligt slut.
Boken Nattfjäril (2009) har som miljö det sena 1800-talets USA. Den har recenserats som märkligt kylig och ibland utmanande i sin gestaltning av bokens huvudspår sexualitet och tvång, men också som onödigt bunden till spänningsromanens förutsägbara konventioner. Båda Kolterjahns första böcker har som fokus förbjuden sexualitet och frågan om passion och sexualitet kan vara något mer än förgörande krafter.
I boken Den bästa dagen är en dag av törst (2013) skildras en fantasi om ett år i Karin Boyes liv. Titeln kommer från inledningen av Boyes dikt "I rörelse" ur samlingen Härdarna. Berättelsen utspelas 1932 i Berlin med både arbete för Spektrum och behandling genom psykoterapi som mål. Boye är under denna tid djupt deprimerad, och skildringen av hennes tid i den dekadenta men mångskiftande storstaden beskrivs genom kontraster som den sexuella friheten och nazismens framväxt.
Boken beskrevs av Lyra Ekström Lindbäck i Dagens Nyheter som en förminskande bild av Boye som ett intelligensbefriat, efterhängset mähä, där hennes teologiska tankegångar avfärdas som naiva grubblerier och reducerar Boye till en ledsen, hungrig, trött och kåt kropp. Johanna Nilsson i Svenska Dagbladet var mer positiv men saknade betydelsefulla personer i Boyes liv som Anita Nathorst och Gunnel Bergström; hon menade att Kolterjahn målat en alltför mörk bild jämfört med vad som till exempel framkommer i Boyes brevväxling med sin mor. NSD:s Jan Bergsten tycker sig se mer av den språkliga stilisten Jessica Kolterjahn i boken än författaren Karin Boye.

### Påverkan
Kolterjahn har sagt sig inspireras av engelska författare som systrarna Brontë, inte minst Jane Eyre, och Charles Dickens. Hon har även påverkats av Selma Lagerlöf och av nyare författare bland andra Jonathan Safran Foer och Sarah Waters.